# Бон-Жезус-ду-Норти
Бон-Жезус-ду-Норти (порт. Bom Jesus do Norte)  —  муниципалитет в Бразилии, входит в штат Эспириту-Санту. Составная часть мезорегиона Юг штата Эспириту-Санту. Входит в экономико-статистический  микрорегион Кашуэйру-ду-Итапемирин. Население составляет 10 159 человек на 2006 год. Занимает площадь 89,111км². Плотность населения - 114,0 чел./км².

## Статистика
- Валовой внутренний продукт на 2003 составляет 36.471.289,00 реалов (данные: Бразильский институт географии и статистики).
- Валовой внутренний продукт на душу населения на 2003 составляет 3.747,95 реалов (данные: Бразильский институт географии и статистики).
- Индекс развития человеческого потенциала на 2000 составляет 0,766 (данные: Программа развития ООН).

## География
Климат местности: тропический.